# Далибор Поповић
Далибор Поповић Поп (Ниш, 18. фебруар 1979) је српски песник.

## Биографија
Пише поезију и бави се хуманитарним радом. Основао је клуб љубитеља вина и уметности Вино и град 2009. године који окупља и промовише уметнике и популаризује винску културу и виноградарство. 
Био је председник Друштва књижевника и књижевних преводилаца Ниша и главни и одговорни уредник часописа Гледишта, потпредседник удружења професионалних музучара Музички центар Ниш и дугогодишњи извршни продуцент  Нишвил Џез Фестивала.  

Први изнео концертни клавир Steinway & Sons на једну српску планину. Стварао са музичким саставом Eyot. 

## Награде
- Награђен 2009. године за књигу поезије Између речи, Ниш, 2009, од стране Фондација Дејан Манчић

## Дела
- Између речи, песме, Фондација Дејан Манчић, Ниш (2009).  978-86-83387-12-0.

| „                                                                                                 | Између речи увек постоји празнина незабележеног. Далибор Поповић, у својој збирци Између речи доказује да поуздано зна и зато своју мисао усмерава ка дубљем смислу одгонетања онога што Лаза Костић назива међу јавом и међ сном. | ” |
| — Димитрије Миленковић, цитат из 'Од јаве, сна и опомена' са 61.странице књиге Између речи (2009) | |   |